# بيلين كويفاس
بيلين كويفاس (بالإسبانية: Belén Cuevas)‏ هي دراجة إسبانية، ولدت في 14 أغسطس 1967 في راينوسا في إسبانيا.

## وصلات خارجية
- بيلين كويفاس على موقع إحصائيات الدراجات الإحترافية (الإنجليزية)
- بيلين كويفاس على موقع أوليمبيديا (الإنجليزية)